# عسل‌خوار کائوآیی
عسل‌خوار کائوآیی (نام علمی: Moho braccatus) آخرین عضو از سردهٔ Moho در تیرهٔ پرندگان عسل‌خواران هاوایی (Mohoidae) از جزایر هاوایی بود. اکنون کل این تیره، منقرض‌شده است. در گذشته به عنوان عضوی از عسل‌خواران استرالیا-اقیانوس آرام (تیرهٔ عسل‌خواران (Meliphagidae)) در نظر گرفته می‌شد. این پرنده بومی جزیره کوآئی بود. تا آغاز سدهٔ بیستم که نابودی آن آغاز شد، در جنگل‌های نیمه‌گرمسیری جزیره رایج بود. آخرین بار در سال ۱۹۸۵ دیده شد و آخرین بار در سال ۱۹۸۷ شنیده شد. علل انقراض آن شامل ورود شکارچیان (مانند موش پولینزی، خدنگ کوچک هندی و خوک اهلی)، بیماری‌های منتقله از پشه و نابودی زیستگاه است.

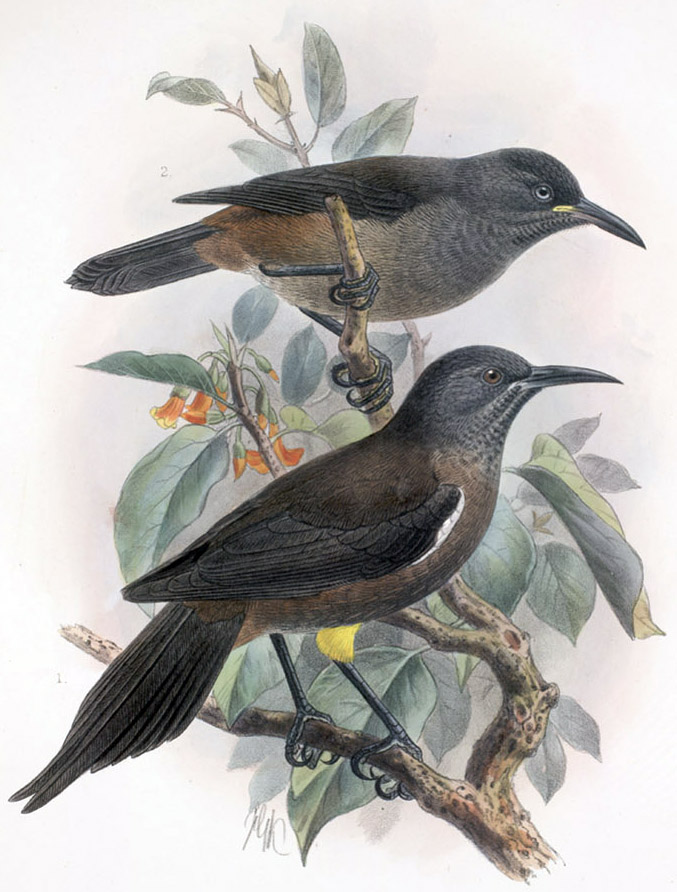
عسل‌خوار کائوآیی بالغ و نوجوان

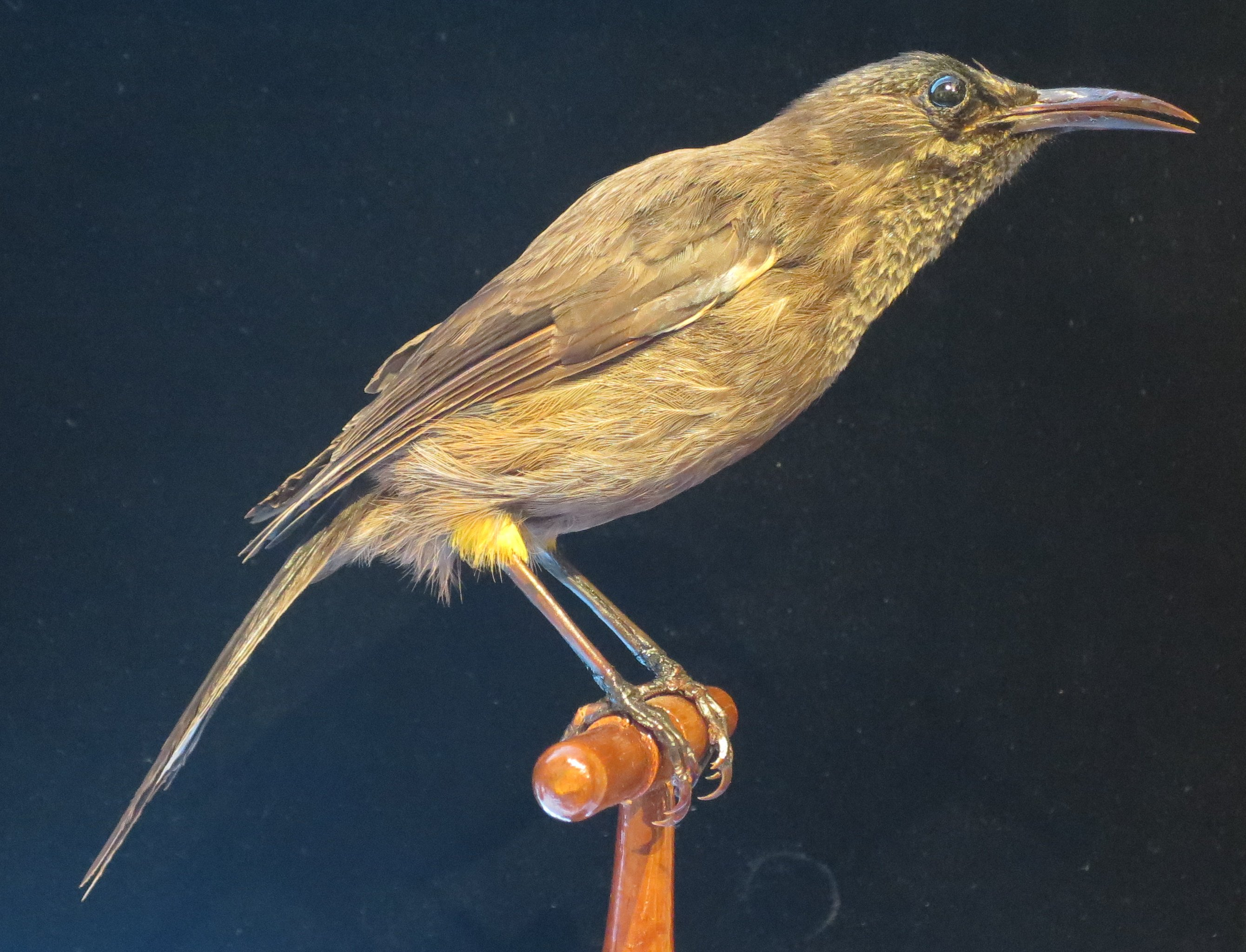
نمونه، موزه اسقف، هونولولو